# They Stand Accused
They Stand Accused (también conocido como Cross Question) era un programa de televisión estadounidense, emitido por la fenecida cadena DuMont. Se emitió desde 1949 hasta 1952 y durante 1954.
Era un drama criminal que se realizaba en una sala de juicios presidida por el juez Charles Johnston. El programa era transmitido en vivo desde el canal WGN-TV en Chicago; el jurado era elegido a partir del público. En la mayoría de las afiliadas a DuMont, They Stand Accused se emitía los domingos a las 9:00 p. m. durante las temporadas de 1949 a 1952, y los jueves a las 8:00 p. m. durante 1954. Siendo uno de los programas de más larga duración para la cadena DuMont, They Stand Accused fue cancelado definitivamente en diciembre de 1954.
Al menos un episodio aún existe, y puede ser visto en Internet mediante sitios como Internet Archive.